# Mori Eijiro
Eijiro Mori (sinh ngày 8 tháng 4 năm 1986) là một cầu thủ bóng đá người Nhật Bản.

## Sự nghiệp câu lạc bộ
Eijiro Mori đã từng chơi cho Gainare Tottori và Grulla Morioka.